# Charlie Taylor
Charlie James Taylor (York, 18 september 1993) is een Engels voetballer die doorgaans als linksachter speelt. Hij verruilde Leeds United in juli 2017 voor Burnley. 

## Clubcarrière
Taylor is een jeugdproduct van tweedeklasser Leeds United, waarvoor hij na uitleenbeurten aan achtereenvolgens Bradford City, York City, Inverness CT en Fleetwood Town ten langen leste meer dan 100 wedstrijden speelde. Op 6 juli 2017 tekende hij een contract bij Premier League-club Burnley, de club van coach Sean Dyche. Hij moest de concurrentie aangaan met linksachter Stephen Ward. Taylor debuteerde op 12 december 2017 in de Premier League, op Turf Moor tegen Stoke City.